# La figlia delle onde
La figlia delle onde è un film muto italiano del 1921 diretto da Guido Parish. 